# Tropidia pulchra
Tropidia pulchra är en tvåvingeart som beskrevs av Hull 1944. Tropidia pulchra ingår i släktet eldblomflugor, och familjen blomflugor. Inga underarter finns listade i Catalogue of Life.